# 鍾少珍
鍾少珍（1948年8月1日—），广东中山人，中国女子跳水运动员。教练员，工作單位為國家體育總局游泳運動管理中心，現任中國國家跳水隊教練，國際泳聯教練員委員會委員。

## 生平
1961年開始接受專業訓練，1969年進入國家跳水隊，為首批運動員，多次穫獎。在新中國首次参加的1974年亞洲運動會女子跳板和跳台兩枚金牌。
退役後，開始教練員工作。現時國家隊裡執教時間最長及年齡最大的教練。
2004年夏季奧林匹克運動會，她指導的郭晶晶、胡佳、楊景輝在的四個跳水項目中均獲得金牌。
2008年夏季奧林匹克運動會，她指導的郭晶晶成功衛冕女子3米板單人、雙人冠軍，指導的林躍亦與火亮奪得男子雙人高台跳水金牌。